# فوغاله
فوغاله (به عربی: فوغالة) یک شهرداری در الجزایر است که در استان بسکره واقع شده‌است. فوغاله ۲۵٬۶۴۵ نفر جمعیت دارد.